# Francisco Sanches

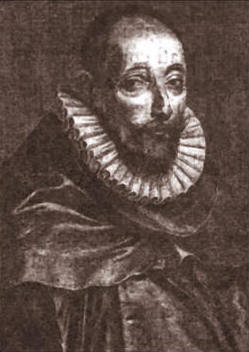
Francisco Sanches (1550–1623)

Francisco Sanches (* 1550 in Tui in Galicien; † 16. November 1623 in Toulouse) war ein Philosoph und Arzt.

## Leben und Wirken
Geboren in Tui, wurde Sanches in der portugiesischen Stadt Braga am 25. Juli 1551 getauft. Sein Vater war der Arzt António Sanches und seine Mutter Filipa, geb. de Sousa. Seine Vorfahren stammten aus einem sephardisch-religiösen Umfeld.
Bis zum zwölften Lebensjahr wohnte er in Braga und zog dann mit seinen Eltern in die französische Stadt Bordeaux, um der portugiesischen Inquisition zu entgehen. Er studierte dort auf dem Collège de Guyenne. Es war dies das gleiche Kolleg an dem zuvor sein entfernter Cousin mütterlicherseits Michel de Montaigne von 1539 bis 1546 studierte.
Im Jahre 1569 verließ er Bordeaux und setzte er seine Studien in Rom, Montpellier und Toulouse fort. Im Jahr 1573 kehrte Sanches nach Frankreich zurück und folgte in der Lehre dem Arzt und Chancelier de l'Université de Montpellier Jean Hucher (1538–1603) aus Montpellier. Er wurde in der Medizin promoviert und im Jahre 1575 er seine venia legendi an der Universität Toulouse. Sanches praktizierte im Krankenhaus von Toulouse, Hôtel-Dieu Saint-Jacques, wo er letztlich dreißig Jahre die medizinische Leitung innehatte.
Auch Giordano Bruno wirkte, in jenen Tagen, in Toulouse, er kam 1579 in die Stadt und hatte dort einen Lehrstuhl inne. Zunächst hielt er dort Privatvorlesungen ab. Er wurde Ordentlicher Lektor für Philosophie an der Universität von Toulouse. Unter anderem hielt er Vorlesungen über Aristoteles ab. Als 1581 die Konflikte zwischen Hugenotten und Katholiken wieder heftiger wurden, verließ er die Stadt in Richtung Paris.

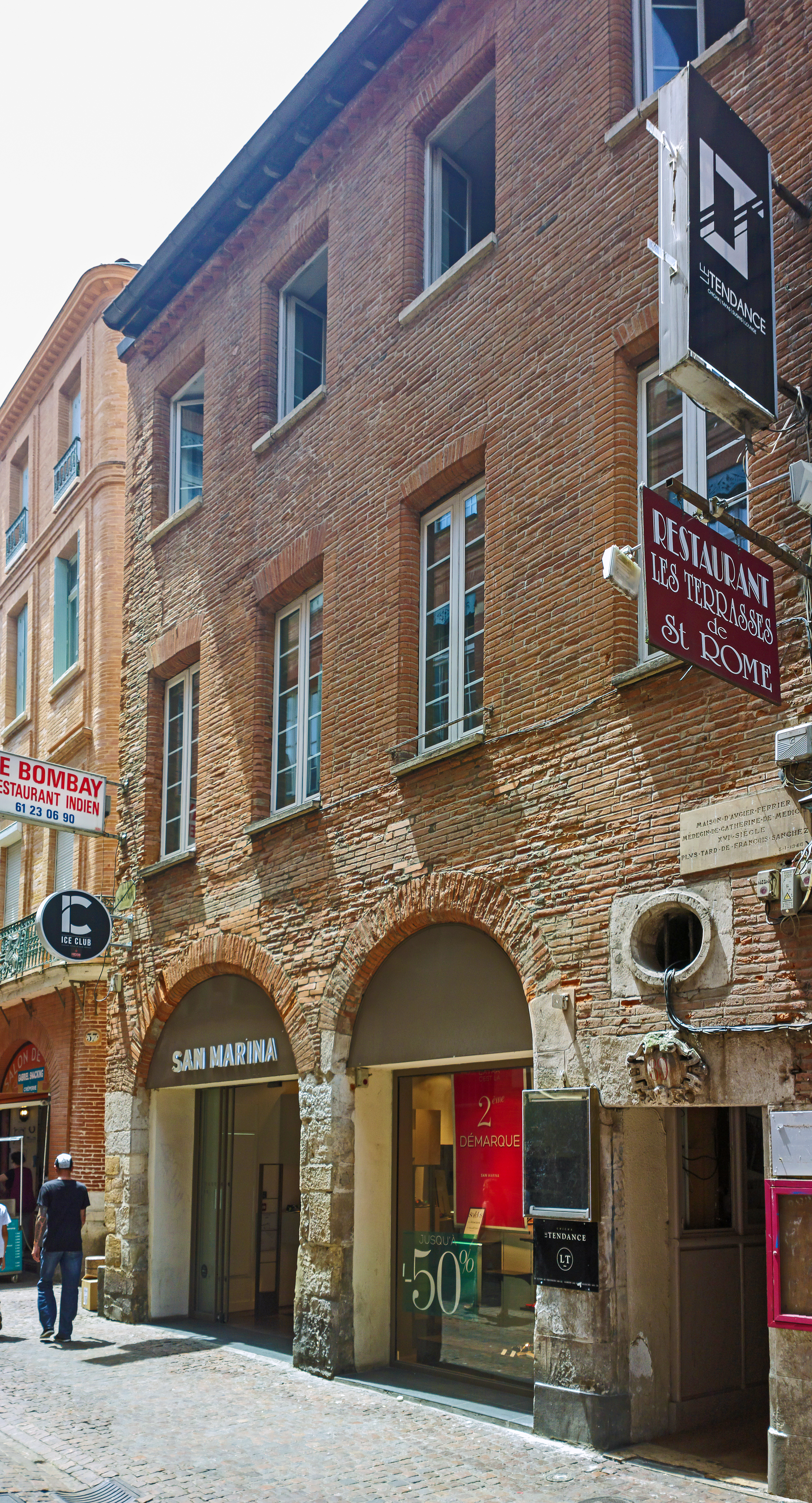
Maison d’Augier Ferrier. Das Haus das Sanches in Toulouse bewohnte, lag in der Rue Saint-Rome im historischen Zentrum. In diesem Gebäude wohnte auch D’Augier Ferrier, der Leibarzt von Caterina de’ Medici

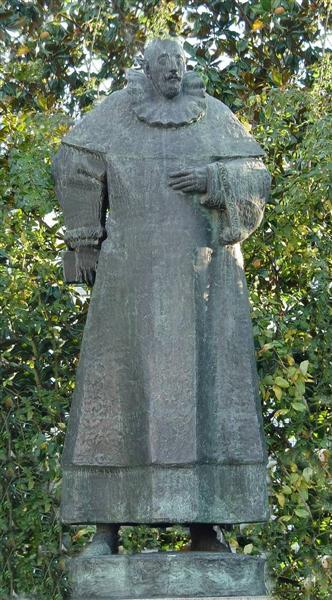
Statue von Francisco Sanches in Braga, Portugal, von Salvador Barata Feyo.

In seinem Werk plädierte er für einen pragmatischen Verzicht auf überzogene Wahrheitsansprüche. Er stellt in seiner Schrift Quod nihil scitur, die er 1576 schrieb und 1581 veröffentlichte, mit den Argumenten des klassischen Skeptizismus dar, dass mit der aristotelischen Methode keine wissenschaftliche Erkenntnis über die Natur erlangt werden kann.
Sanches grundlegende Kritik am vollkommenen Syllogismus war, dass die logischen Verfahrensweisen nur zu völlig unverständlichen Begriffen führen würden, exemplarisch am Begriff des Seins angeführt. Für einen wissenschaftlichen Beweis müssten die Prämissen wahre und erste Sätze sein.
Die Welt sei in ständigem Wandel und (weil alle Dinge in Beziehung miteinander stehen) kann nichts verstanden werden, ohne alle anderen Dinge, ihre Ursachen, die Ursachen ihrer Ursachen und so weiter zu verstehen. und dieses verlässliche Wissen sei erschöpfend und gehöre nur Gott.
Eine der ersten überlieferten philosophischen Schriften von Sanches ist ein Brief an den jesuitischen Pater und Mathematiker Christophorus Clavius, der gerade Euklids Werke herausgegeben hatte und den Sanches in Rom kennengelernt hatte. In dem Brief an Christopher Clavius griff Sanches die Form der platonischen Erkenntnistheorie an. Durch mathematisches Lernen könnten wir keine Erkenntnisse erlangen, da die von der Mathematik untersuchten Objekte nicht die natürlichen, realen seien die im menschlichen Leben vorkämen. Vielmehr handele es sich um ideale oder gar unmögliche Objekte wie Punkte und Linien. Die mathematischen Beziehungen, die über solche Objekte demonstriert würden, hälfen nichts die Natur oder Erfahrung zu erklären, es sei denn, wir wissen unabhängig voneinander, dass die erlebten Objekte mathematische Eigenschaften haben, und wir wissen auch, dass die Prinzipien der Mathematik tatsächlich wahr sind. Soweit wir das beurteilen können, ist Mathematik nur eine Vermutung oder eine Hypothese, bis wir die Natur der Dinge unabhängig bestimmen können.
Bald danach schrieb er eine kritische Untersuchung der astrologischen Interpretationen des Kometen von 1577, Carmen de Cometa, veröffentlicht im Jahr 1578, und einige Kommentare zu Teilen von Aristoteles Schriften sowie viele medizinische Werke. Sanches kritisierte verschiedene naturalistische Ansichten der Renaissance, wie die von Girolamo Cardano, und möglicherweise traf er Giordano Bruno in Toulouse.

## Werke (Auswahl)
- Carmen de cometa. 1577.
- Quod nihil scitur. 1581 (Digitalisat).
- De divinatione per somnum, ad Aristotelem. 1585.
- Opera Medica. 1636, mit folgenden Teilen:
  - De longitudine et brevitate vitae.
  - In lib. Aristotelis Physiognomicon Commentarius.
  - De divinatione per somnum.
  - Quod nihil scitur.
- Tractatus philosophici. 1649.